# Cala Llucalari
La Cala Llucalari està situada a l'illa de Menorca i concretament al Sud del municipi d'Alaior.
D'Alaior a Cala Llucalari hi ha 8 quilòmetres de distància. Està situada entre el Cap de ses Penyes i la cova de sa Calç.
Té talús de grava i arena i la vegetació que hi ha és escassa, ja que la cala està entre penya-segats.
Es pot arribar amb cotxe fins a Son Bou i després s'ha anar caminant fins a la cala que està a un quilòmetre de distància més o menys.
Aquesta és una platja petita i té poca afluència de banyistes.